# NGC 1245
NGC 1245 (również OCL 389) – gromada otwarta znajdująca się w gwiazdozbiorze Perseusza. Została odkryta 11 grudnia 1786 roku przez Williama Herschela. Jest położona w odległości ok. 9,2 tys. lat świetlnych od Słońca.